# Ruševac
Ruševac is een plaats in de gemeente Brestovac in de Kroatische provincie Požega-Slavonië. De plaats telt 2 inwoners (2001).